# 1980 في بوليفيا
فيما يلي قوائم الأحداث التي وقعت خلال عام 1980 في بوليفيا.

## سياسة

### تعيين في المنصب
- 17 يوليو – لويس غارسيا ميزا تيجادا قائمة رؤساء بوليفيا.

## مواليد

### ديسمبر
- 17 ديسمبر – رونالد غارسيا لاعب كرة قدم بوليفي.

## وفيات

### يناير
- 1 يناير – غوميرسيندو غوميز (مواليد 1907) لاعب كرة قدم بوليفي.

### مارس
- 17 يوليو – مارسيلو كويروغا سانتا كروز (مواليد 1931)

### يوليو
- 17 يوليو – مارسيلو كويروغا سانتا كروز (مواليد 1931)

### ديسمبر
- 18 ديسمبر – انريكي هيرتزوغ (مواليد 1896) دبلوماسي بوليفي.